# Чульцова, Дарья Дмитриевна
Дарья Дмитриевна Чульцова (бел. Дар’я Дзмітрыеўна Чульцова, род. 20 февраля 1997, Шклов) — белорусская журналистка и политическая заключённая.

## Биография
Дарья родилась в Шклове. С детства интересовалась журналистикой. Ещё в университете она работала в проекте «Могилёв. Онлайн», а после окончания Могилёвского государственного университета имени Аркадия Кулешова в 2020 году перешла на телеканал «Белсат», где работала репортёром.

### Уголовное преследование
Вместе с журналисткой Екатериной Андреевой она стала участницей уголовного дела об организации действий, грубо нарушающих общественный порядок, после прямой трансляции с места жестокого разгона силовиками людей, пришедших почтить память убитого Романа Бондаренко на «Площади перемен» в Минске 15 ноября 2020 года.
После административного ареста её не отпустили. Дарью перевели в следственный изолятор в Жодино, где она находилась до суда. 24 ноября 2020 года совместным заявлением десяти организаций, в том числе Правозащитного центра «Весна», Белорусской ассоциации журналистов, Белорусского Хельсинкского комитета, Белорусского ПЕН-центра, была признана политической заключённой.
18 февраля 2021 года в суде Фрунзенского района Минска (судья — Наталья Бугук, государственный обвинитель — Алина Касьянчик, следователь — Игорь Курилович) был оглашён приговор, согласно которому Дарья Чульцова была приговорена к 2 годам колонии общего режима.
Апелляция на приговор, рассмотренная судом города Минска 23 апреля 2021 года, удовлетворена не была.
3 сентября 2022 года вышла на свободу. После освобождения уехала из страны и вернулась к работе на «Белсате».

## Реакция
8 февраля 2021 года Посольство США в Беларуси распространило заявление с призывом освободить Чульцову и Андрееву.
15 февраля 2021 года Тони Ллойд, член палаты общин британского парламента, взял на себя покровительство над политической заключённой.
После вынесения приговора 18 февраля 2021 года президент Польши Анджей Дуда потребовал амнистии Чульцовой и Андреевой.
В соответствии с решением Совета Европейского союза от 21 июня 2021 года судья Наталья Бугук была включена в «Чёрный список ЕС» в том числе за «многочисленные политически мотивированные решения в отношении журналистов и протестующих, в частности вынесение приговора Екатерине Бахваловой (Андреевой) и Дарье Чульцовой» и нарушения прав на защиту и справедливое судебное разбирательство. Этим же решением в санкционный список были включены помощник прокурора суда Фрунзенского района Минска Алина Касьянчик в том числе за привлечение к уголовной ответственности журналисток за «видеозапись мирных акций протеста по безосновательным обвинениям в „заговоре“ и „нарушении общественного порядка“», старший следователь суда Фрунзенского района Минска Игорь Курилович в том числе за подготовку политически мотивированного уголовного дела против журналисток, которые зафиксировали мирные акции протеста.

## Награды
- 10 декабря 2020 года белорусские правозащитники назвали её «Журналистом года»[11][12][13].
- 10 марта 2021 года Дарья была удостоена премии Дариуша Фикуса[пол.][14].
- 9 апреля 2021 года стала лауреаткой премии «Гонар журналістыкі» (с бел. — «Честь журналистики») имени Алеся Липая[15].
- 7 июня 2021 года стала лауреаткой премии Axel-Springer-Preis[нем.][16].
- 10 июня 2021 года стала лауреаткой награды «За мужество в журналистике»[англ. упрощ.][17].
- 29 июля 2021 года была выбрана лауреатом Премии «За свободу и будущее СМИ»[нем.][18][19].
- 12 августа 2021 года присуждена Премия имени Герда Буцериуса «Свободная пресса Восточной Европы»[20].
- 15 октября 2021 года стала лауреаткой премии Prix Europa[нем.] в категории «Европейский журналист 2021 года»[21][22].

## Оценки
«Сильные духом, уверенные в своей правоте, поддерживаемые друзьями, коллегами и совершенно незнакомыми людьми — такими войдут в учебники Катя и Даша», — писала главный редактор газеты «Новы Час» Оксана Колб накануне вынесения приговора Екатерине Андреевой и Дарье Чульцовой.